# Foliculitis decalvante
La foliculitis decalvante es una enfermedad de la piel que se caracteriza por inflamación crónica de los folículos pilosos, lo que acaba por provocar su destrucción y la consiguiente perdida del pelo en la zona afectada. Puede afectar al cuero cabelludo, pero también a la barba o al resto de la piel lampiña, en cuyo caso recibe el nombre de foliculitis depilante. 
La foliculitis decalvante es una entidad poco frecuente que afecta preferentemente al varón, y produce alopecia por destrucción del folículo piloso, por lo que se incluye en el grupo de  alopecias cicatriciales. La evolución es crónica y la causa desconocida, aunque se cree que puede estar provocada por el Staphylococcus aureus, bien por acción directa del germen, o por un mecanismo de autoinmunidad. El tratamiento en general es poco satisfactorio, se emplean ciclos de tratamiento antibiótico mantenidos durante varios meses, con los que en ocasiones se ha logrado disminuir la intensidad de los brotes, también los corticosteroides en forma de cremas o lociones y la isotretinoina oral.